# (817) Анника
(817) Анника (лат. Annika) — астероид главного пояса, открытый 6 февраля 1916 года немецким астрономом Максом Вольфом в обсерватории Гейдельберг.
Какое-либо совпадение имени этого астероида с конкретной личностью или определённым событием неизвестно.

## Сближения
| дата             | а. е.    | расстояний до Луны | небесное тело |
| ---------------- | -------- | ------------------ | ------------- |
| 17.02.2017 07:53 | 0,042296 | 16,4               | Веста         |